# Церковь Святого Николая (Опочка)
Кирха святого Николая — недействующая лютеранская церковь в городе Опочка Псковской области. Современный адрес — улица Красных Командиров, 1. Объект культурного наследия России регионального значения. Единственный сохранившийся образец местной деревянной псевдоготики.

## История
Кирха была построена в 1871—1874 годах на месте Косьмодемьянской слободы, которая практически полностью была уничтожена пожаром 17 сентября 1774 года в Опочке. Строительство церкви было начато пастором псковской кирхи Святого Иакова Гессе, завершено – пастором Брезинским. Общая смета равнялась 6138 р. 81 к. Автор проекта церкви не установлен. Своего пастора в Опочке не было, он приезжал в город не менее трёх раз в год из Пскова. К 1912 году прихожане кирхи состояли из эстонцев, латышей и немцев, всего насчитывалось до 500 человек, что составляло около 6% от общего числа городских жителей. Опочецкая кирха входила в состав псковского прихода Святого Иакова.
После прекращения богослужений и закрытия кирхи здание использовалось для «молодёжных развлечений», здание лишилось своего внутреннего убранства, значительной части декора фасадов и башни-колокольни с крестом. Однако известно, что вплоть до конца 1920-х в здании кирхи проходили концерты органной музыки. В 1930 году кирха была закрыта. В 1930-х в здании располагалась столовая, в послевоенное время – государственная столярная мастерская, с 1961 года – районный совет ДОСААФ и автошкола (с 1991 года – районный совет РОСТО). В период 1963–1964 годов к алтарной части памятника была сделана большая одноэтажная кирпичная пристройка. Церковный зал разделили перегородками, полностью перестроено первоначальное крыльцо перед главным фасадом.
В 2011 году в здании произошёл пожар. С 2015 года силами местных энтузиастов ведутся консервационные работы по сохранению памятника.

## Описание
Церковь расположена на периферии квартала, ограниченного Советской (Соборной) площадью, улицей Красных Командиров (Старорынковской) и берегом реки Великой. Главным фасадом здание обращено на улицу Красных Командиров. Основные черты архитектурного облика памятника соответствуют типовому решению псевдоготических евангелическо-лютеранских храмов Восточной Прибалтики и России середины – 2-й половины XIX века.
Здание представляет собой одноэтажный прямоугольный объём, ориентированный по оси восток-запад, с двухскатной крышей, прорезанный с боков высокими стрельчатыми окнами и завершённый с торцов ризалитом и пятигранной апсидой. Главный (восточный) фасад имеет трёхчастную ступенчатую композицию, усиленную вертикальным ритмом двух пар фланкирующих пинаклей. Первоначально венчался высокой восьмериковой башенкой-колокольней, на четырехгранном постаменте, с щипцово-шатровой кровлей и крестом. Стены сложены из брёвен диаметром до 25 см, рубленные в прямую лапу; цоколь – из валунных камней, частично из кирпича. Перекрытия деревянные по деревянным балкам, полы дощатые. Максимальные размеры здания в плане – 20,4 – 20,3 х 9,6 м (без пристроек), высота боковых стен до верха карниза – 6,1 м.
К алтарной части памятника сделана большая одноэтажная кирпичная пристройка, в связи с чем, утрачены обшивка западного фасада и покрытие апсиды. Церковный зал разделён перегородками, полностью перестроено первоначальное крыльцо перед главным фасадом. По состоянию на 2023 год здание находится в аварийном состоянии, пространственное окружение памятника сильно изменено: в непосредственной близости от объекта появилось множество сараев и гаражей, здание обступила современная застройка.

## Фото

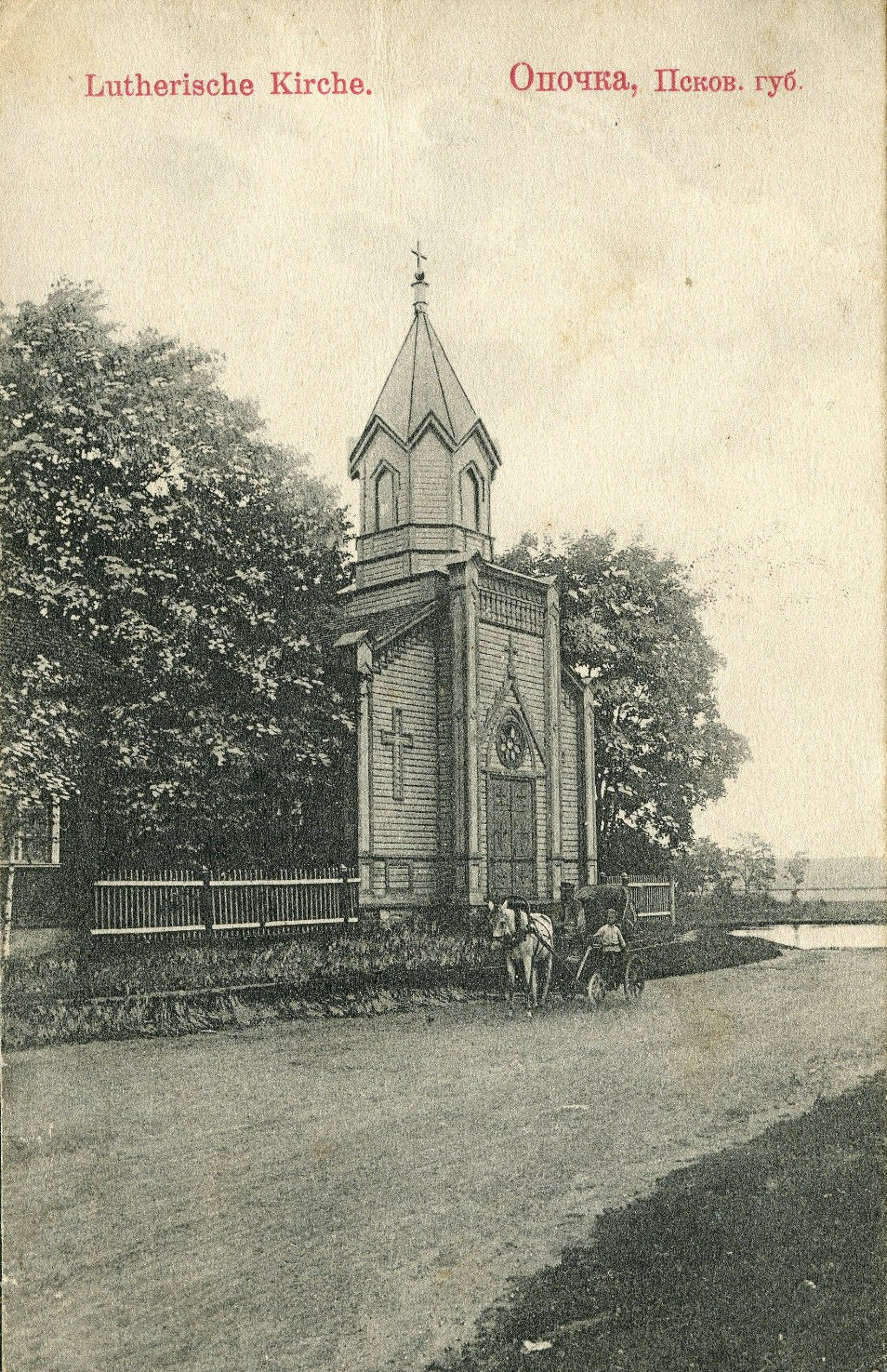
Кирха, 1900-е
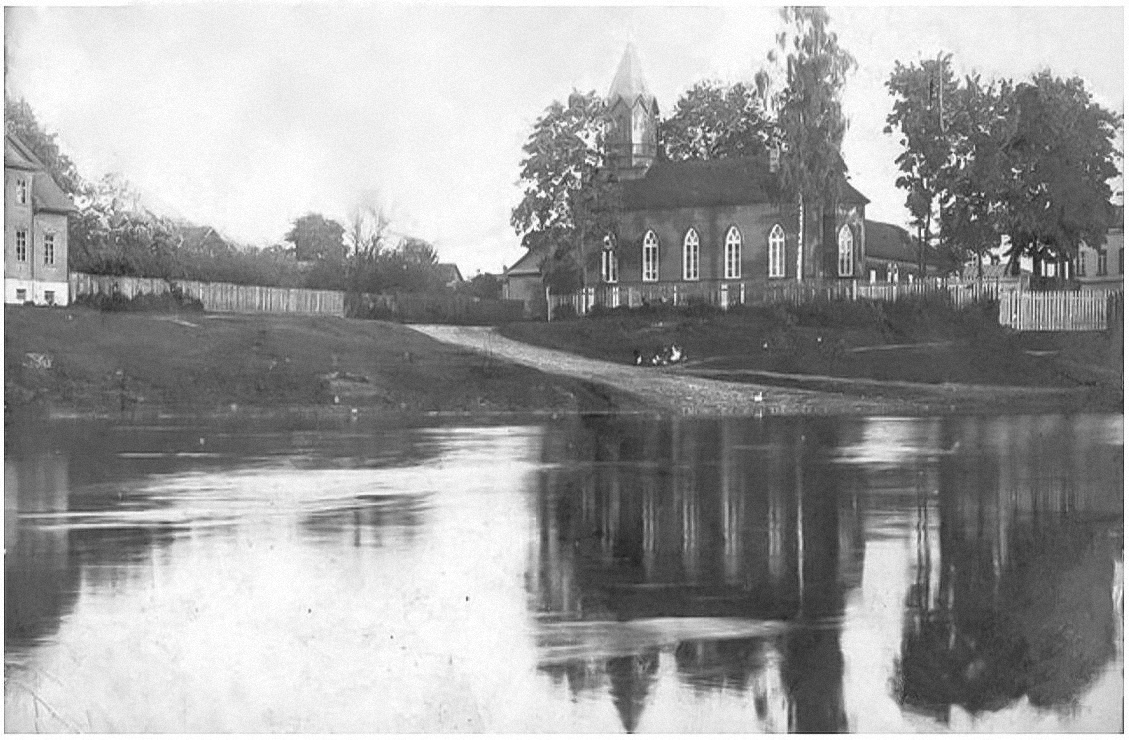
Вид на кирху со стороны реки, 1900-е
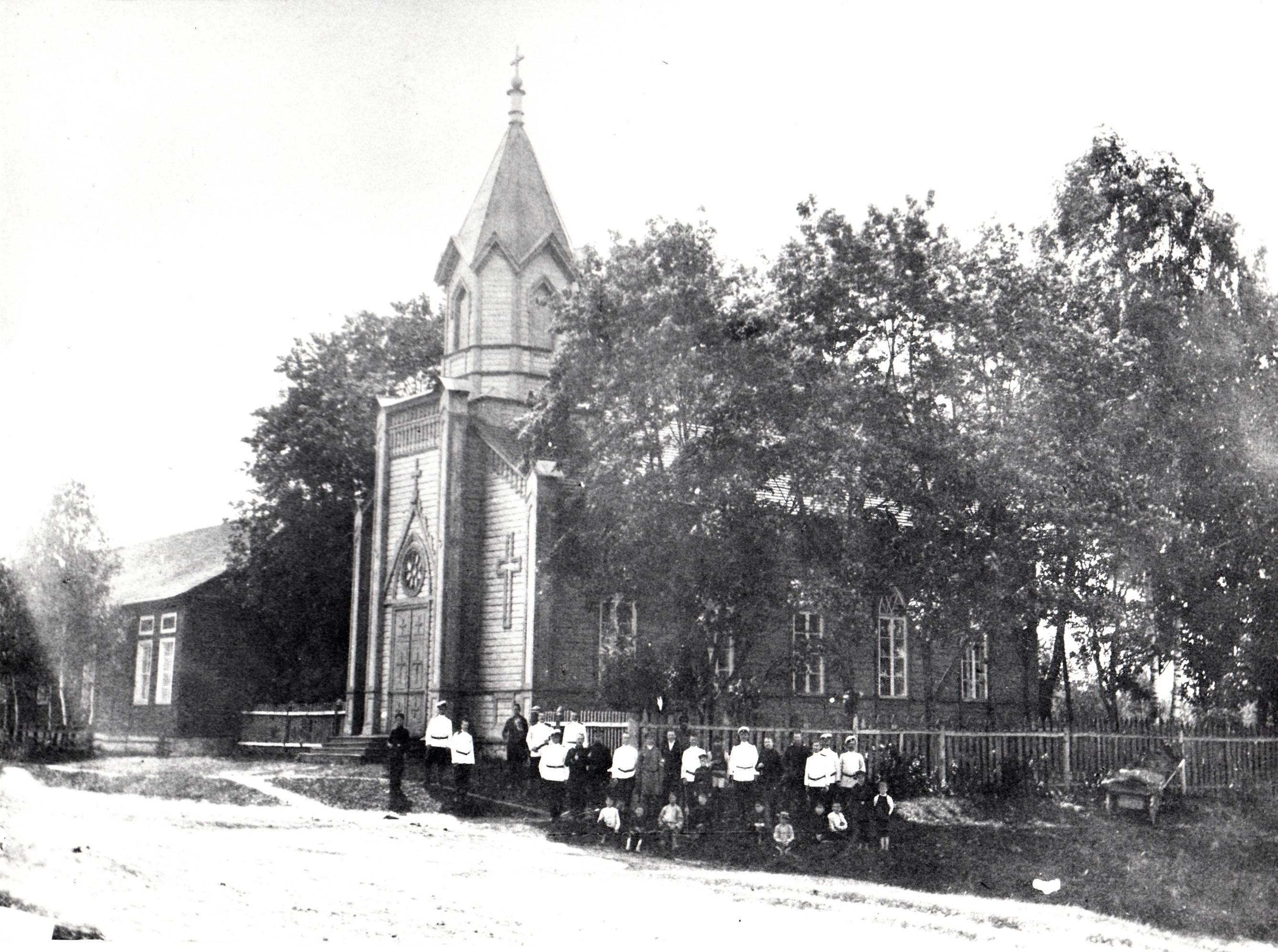
Общий вид кирхи. 1900-е